# Palacio del Marqués de Montortal

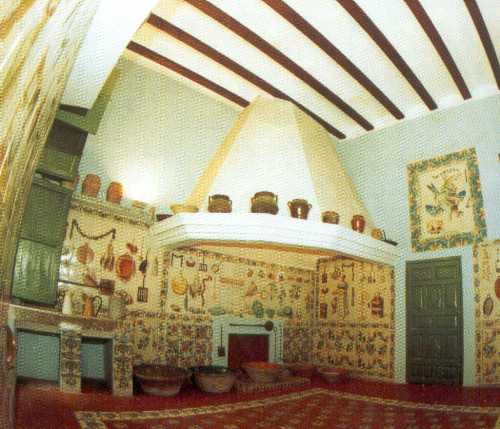
Cocina del palacio.

El palacio del Marqués de Montortal, también conocido como palacio de la Marqueseta o Palau de la Marqueseta (en referencia a M.ª Antonia Talens Mezquita, la hija del marqués de la Calzada), a raíz de los "sucesos" de la Guerra de la Independencia contra los franceses situado en Carcagente (Valencia) España, se construyó hacia el año 1780 y fue reformado en el año 1850. 
El edificio consta de planta baja, planta noble y cámara. Aunque es notable la composición arquitectónica de toda la construcción, el elemento que más destaca es la decoración interior, ya que tiene una muestra muy importante de azulejos cerámicos del siglo XVIII, y de una manera especial, una magnífica cocina decorada con retablos cerámicos. En la planta noble hay frescos decorativos en paredes y techos.